# Hausbót

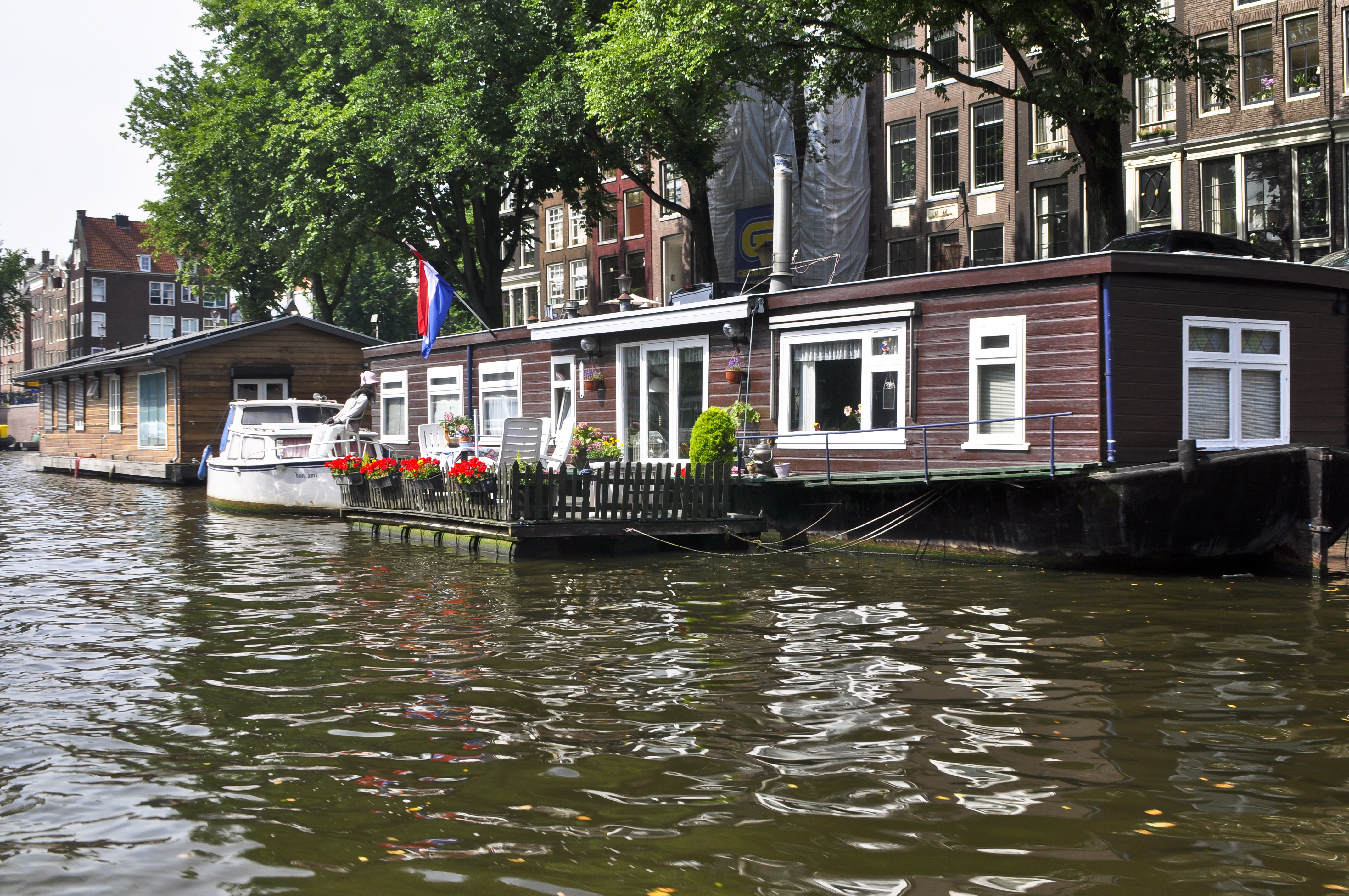
Hausbóty v Amsterdamu

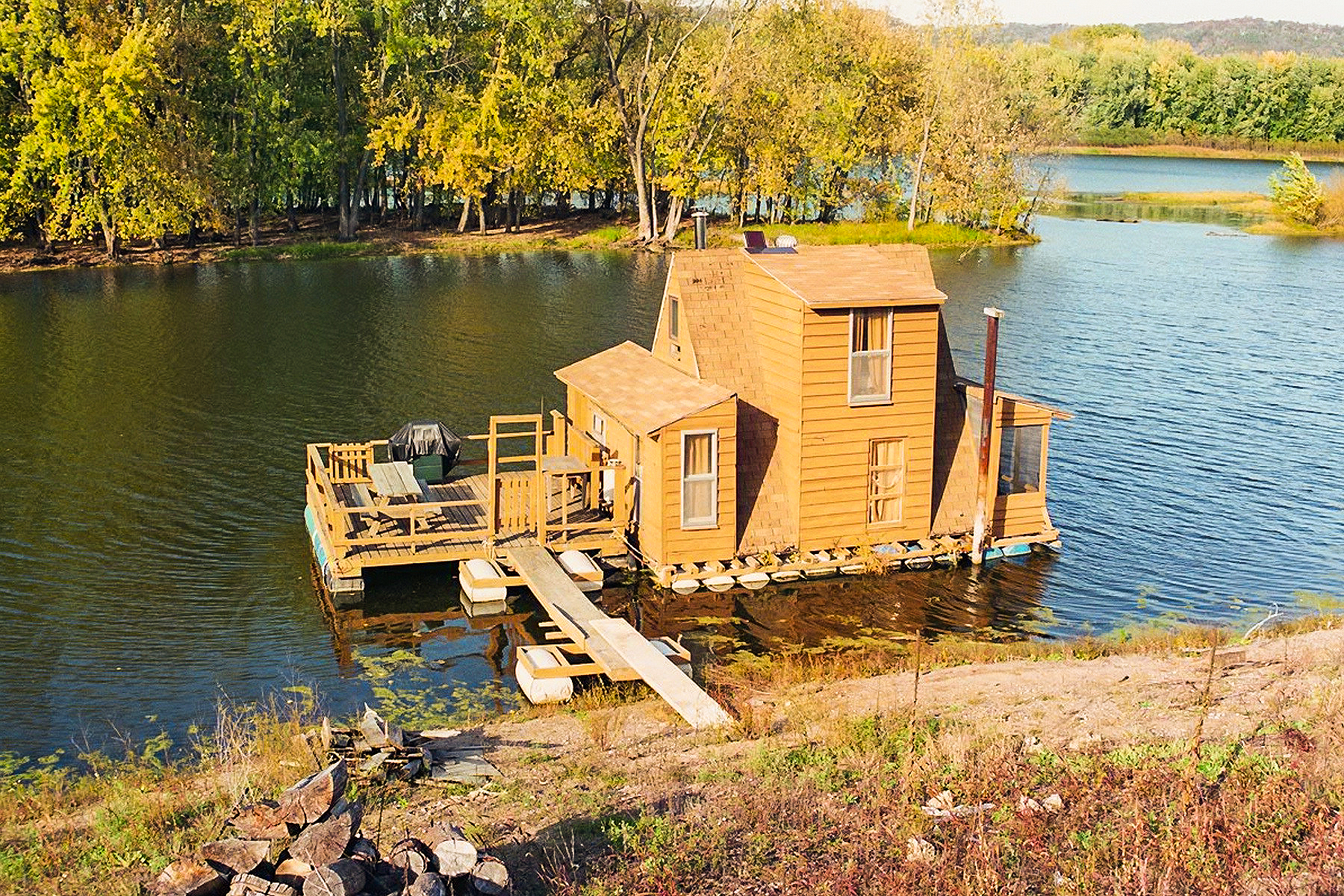
Hausbót na Mississippi v USA

Hausbót (z německého Hausboot – Haus, dům a Boot, loď) je plovoucí obytná stavba, druh lodi, která je určena především k bydlení, většinou dlouhodobě na jednom místě.
Hausbót není většinou vybaven vlastním pohonem, kotví zpravidla na řekách velkých měst, vodních nádržích nebo mořských zátokách. Mezi místy kotvení se dopravuje tažením za vlečnou lodí, některé typy hausbótů tlačením remorkérem.
Hausbót může sloužit jako běžné hlavní bydlení nebo pro rekreaci jako tzv. druhé bydlení. Větší hausbóty mohou sloužit i jako restaurace nebo hotely, kterým se říká botely. Rozšíření je podmíněno vhodnými podmínkami a místními zvyklostmi, například v severní části Evropy kanály a řeky v Nizozemí, Německu a Francii nebo zátoky ve Skandinávii. K dalším příkladům patří jezera v Severní Americe nebo vietnamská rybářská obydlí v zátoce Ha Long.